# Napoleonstein (Sächsische Schweiz)

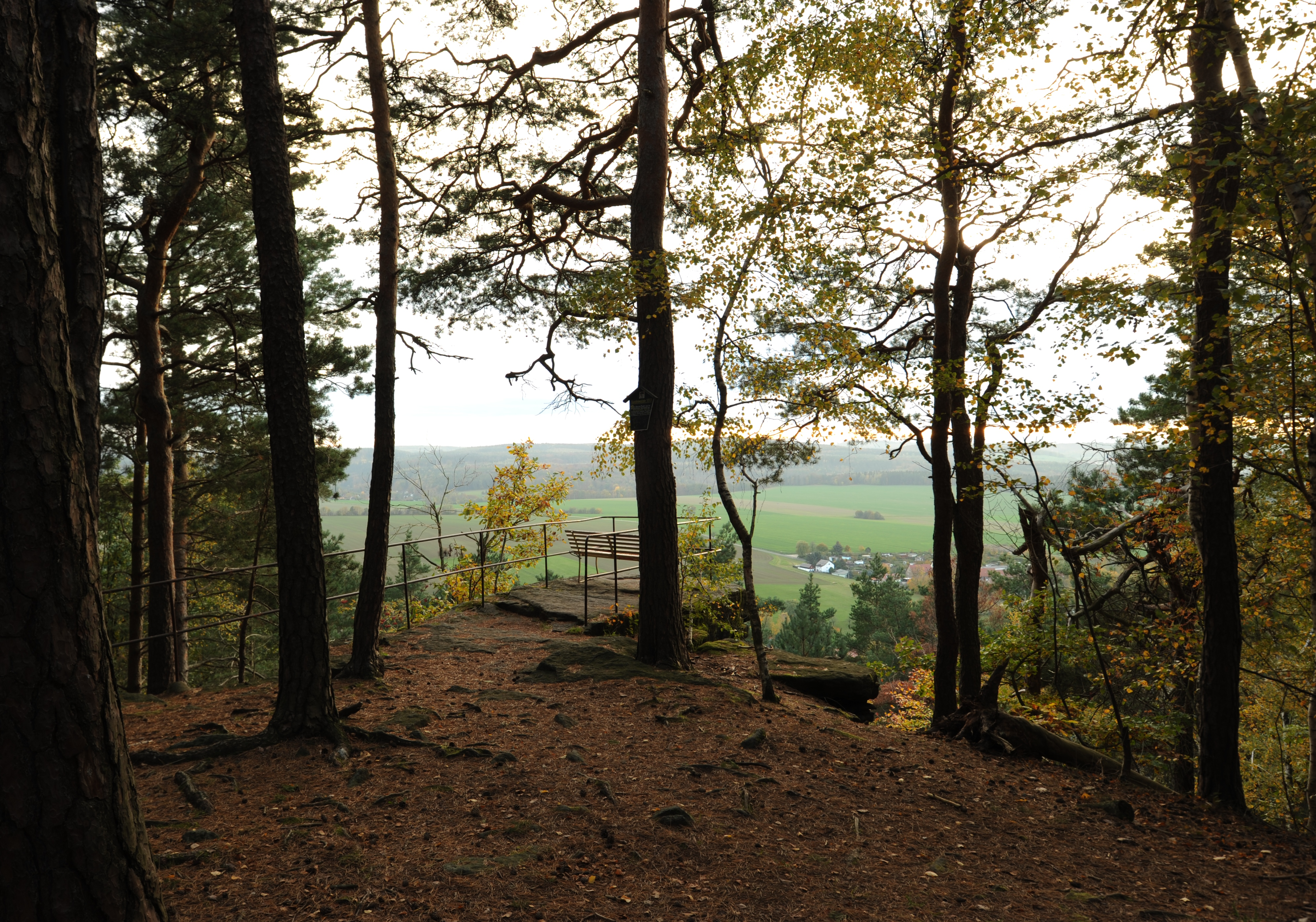
Aussichtspunkt des Napoleonsteins

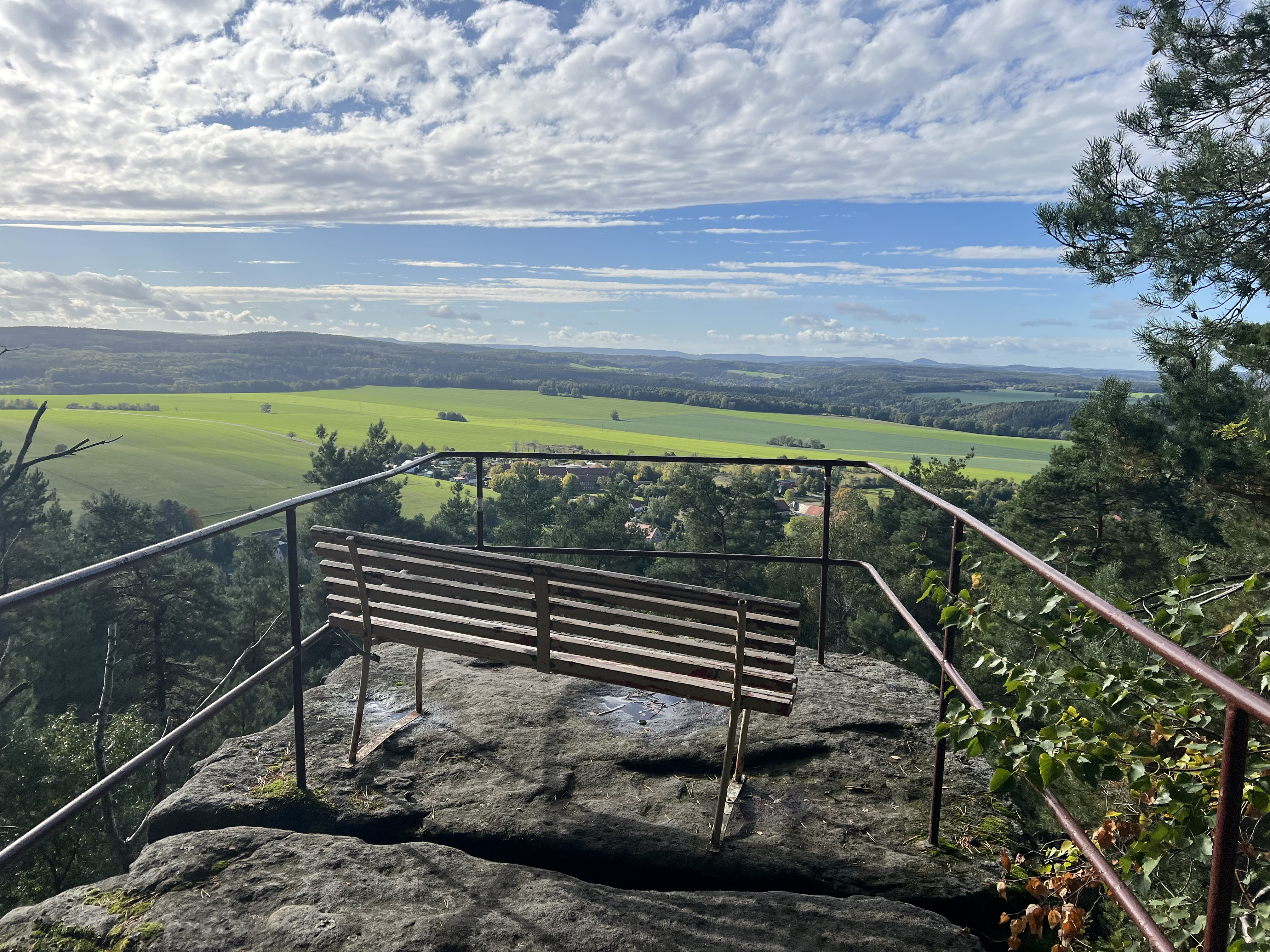
Aussicht vom Napoleonstein

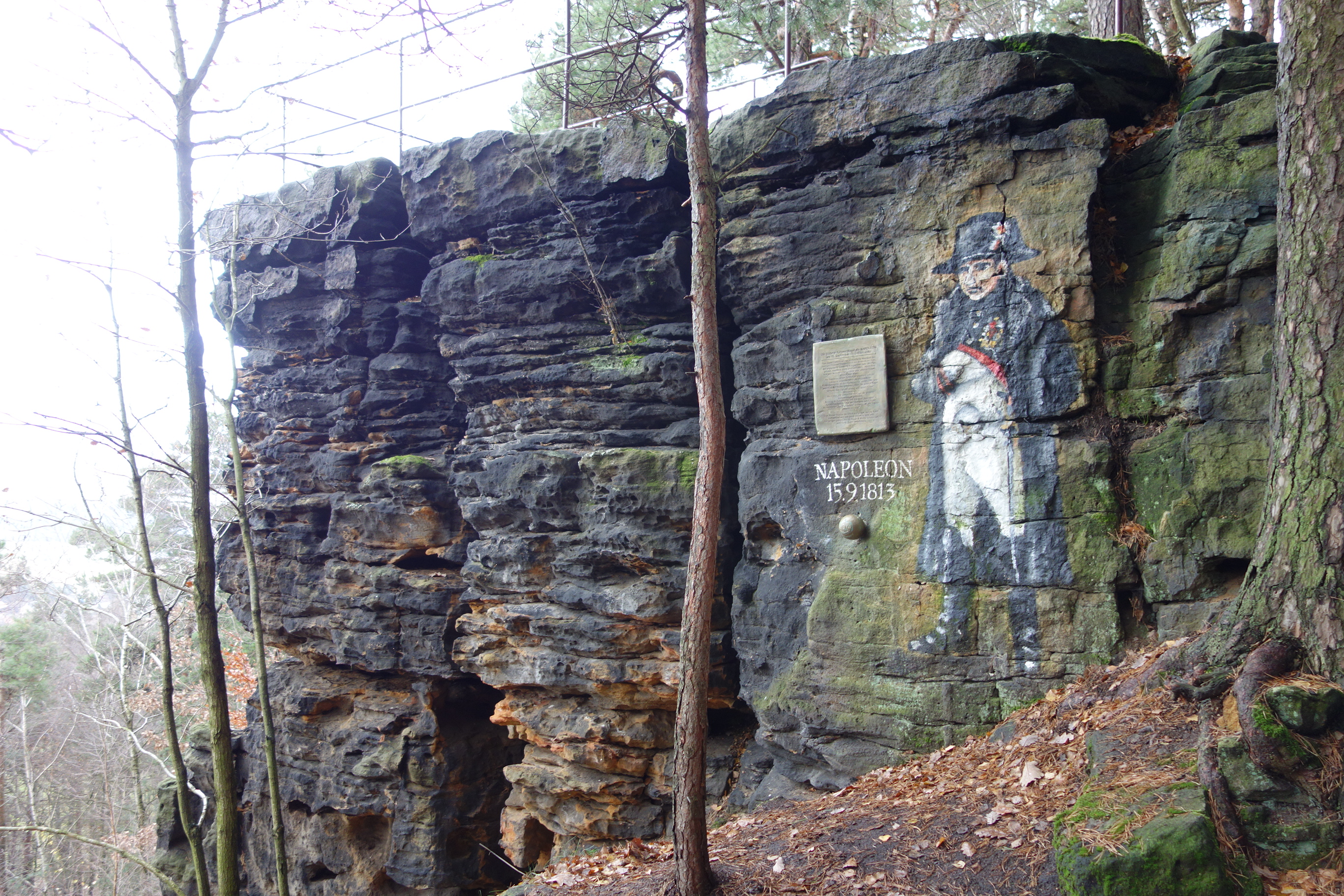
Blick auf die Südostflanke des Aussichtspunktes

Der Napoleonstein südöstlich von Pirna in der Sächsischen Schweiz ist ein kanzelartig ausgebildeter Sandsteinfelsen und Aussichtspunkt auf einer Meereshöhe von 413 m.
Die Namensgebung dieser Lokalität beruht auf der Überlieferung, dass an dieser Stelle der französische Kaiser Napoleon Bonaparte Ende August 1813 die Heeresbewegungen seiner Armee nach der Schlacht bei Kulm (Kulm = Chlumec u Chabařovic) beobachtete und durch eine Kanonenkugel der russischen Gegner beinahe getroffen worden wäre. Am 27. und 28. August 1813 befanden sich hier französische Truppen, die vereinzelte russische Truppen vertrieben.

## Lage
Der Felsen Napoleonstein befindet sich an einer Felsabbruchkante des Elbsandsteins, die Langenhennersdorfer Wände, oberhalb von Langenhennersdorf am Rande des Waldgebiets Breite Heide. Er ist über zwei Waldwege von der Hohen Straße (S 169) aus erreichbar. In geringer Entfernung und östlich von ihm befindet sich die Felsengruppe Labyrinth.
Eine Sitzbank und zwei Informationstafeln zählen zur touristischen Ausstattung dieser Landmarke. Der Ausblick erstreckt in einem Winkel von Südosten über Westen bis nach etwa Nordwesten. Dabei eröffnet sich ein Panorama der Bergszenerie vom nahen Osterzgebirge und Elbtalschiefergebirge. In zentraler Richtung schaut man auf den bewaldeten Taleinschnitt der Bahra. Unterhalb des Napoleonsteins erstreckt sich das Dorf Langenhennersdorf.

## Geologie
Der Napoleonstein ist eine kleine Felsengruppe innerhalb der sich vom Gottleubatal hinziehenden Geländestufe des kreidezeitlichen Elbsandsteins, die lithostratigraphisch dem Mittelturon, im Übergangsbereich Postelwitzer bis Schrammstein Schichten, zuzuordnen ist.